# Boris Iwanowitsch Kurakin

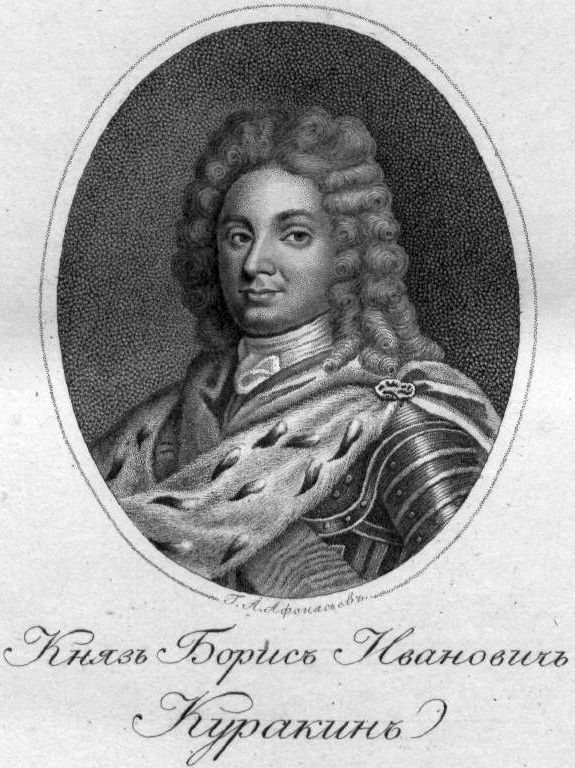
Boris Iwanowitsch Kurakin

Fürst Boris Iwanowitsch Kurakin (russisch Князь Борис Иванович Куракин) (* 30. Juli 1676 in Moskau; † 17. Oktober 1727 in Paris) war ein russischer Staatsmann und Diplomat. Er war der Schwager Zar Peter I.

## Leben
Boris Iwanowitsch Kurakin war der Sohn von Fürst Iwan Grigorjewitsch Kurakin und Fedossja Alexejewna geb. Odojewskaja und wurde mit Xenija Fjodorowna Lopuchina, Schwester der Zarin Jewdokija Fjodorowna Lopuchina vermählt. Seine Familie gehörte zum russischen Hochadel einem Zweig der Gediminiden.
Auch nach der Verbannung seiner ersten Frau, blieb Boris Iwanowitsch Kurakin Freund und Vertrauter des Zaren. Er diente zeitweise als russischer Gesandter in London, Hannover, Den Haag und Paris. 1697 und 1707 hielt er sich in Italien auf, um den Schiffbau und die italienische Sprache zu erlernen und wurde in Rom von Papst Clemens XI. empfangen. Als bevollmächtigter russischer Minister schloss er am 3. Juli 1710 mit Großbritannien ein Bündnis. 1713 war er an den Verhandlungen zum Frieden von Utrecht beteiligt. Zar Peter erhob ihn zum Generalmajor, Oberstleutnant der kaiserlichen Leibgarde und wirklichen Geheimrat.
Louis de Rouvroy, duc de Saint-Simon berichtete in seinen Memorieren über ihn: „Kurakin war im Vergleich zu seinen Landsleuten zivilisiert, besaß viel Geist, Verständnis und hatte Sprachkenntnisse, aber erkannte man an dem Dünkel seiner Abkunft und seiner Habsucht sofort den Russen.“ Bei seinem Aufenthalt in Paris 1717 diente Kurakin Zar Peter I. als Dolmetscher. Er starb 1727 noch vor der Teilnahme an den Friedenskongress von Soissons in Paris. Sein ältester Sohn Alexander Borissowitsch begleitete ihn bereits als Kind zu Auslandsreisen und wurde 1727 sein Nachfolger als außerordentlicher Gesandter in Frankreich.

## Familie

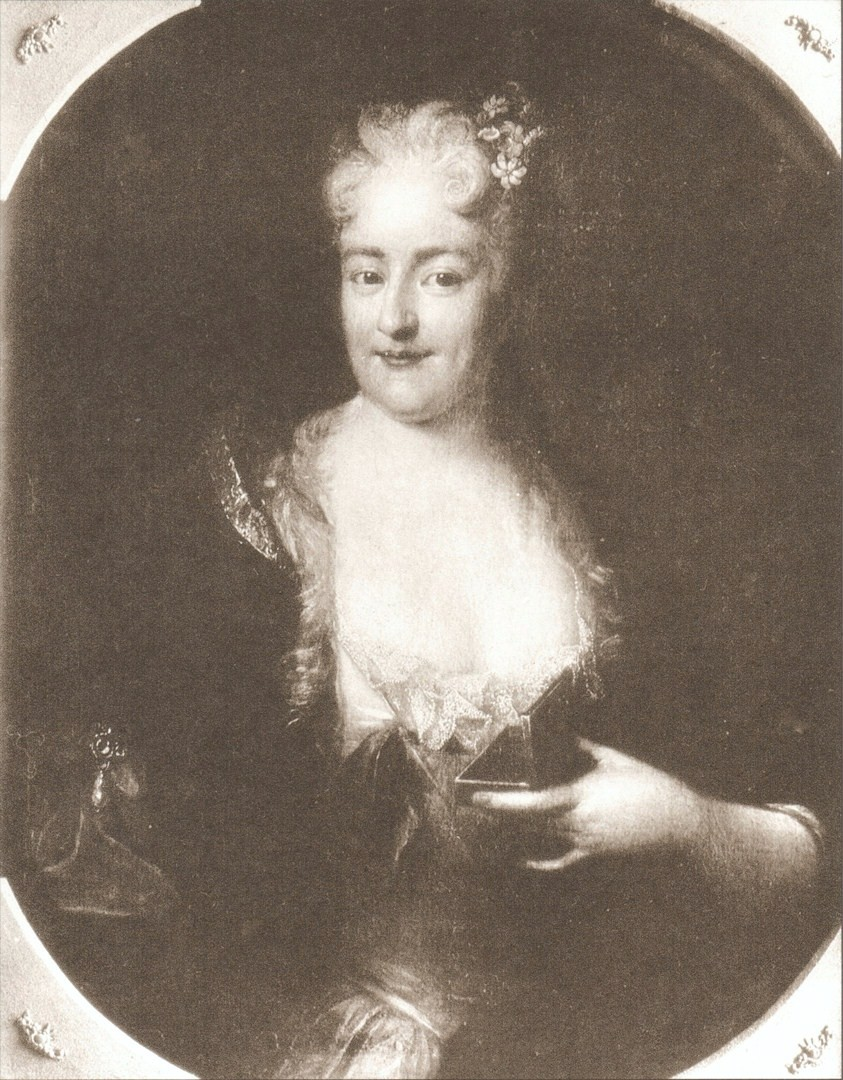
Marija Fjodorowna Kurakina

Boris Iwanowitsch Kurakin heiratete 1691 Fedossja Alexejewna Odojewskaja (1677–1698) und 1699 Marija Fjodorowna Urussowa († 1731). Seine Kinder waren u. a.:
- Tatjana Borisowna Kurakina (1690–1757), ⚭ Michail Michailowitsch Golizyn (der Ältere)
- Alexander Borissowitsch Kurakin (1697–1749), ⚭ Natalie Alexandrowna Panina
- Jekaterina Borisowna Kurakina (1703–1772), ⚭ Alexander Borissowitsch Buturlin

## Auszeichnungen
- Orden des Heiligen Alexander Newski
- Orden des Heiligen Andreas des Erstberufenen